# Eckardtsleben
Eckardtsleben ist ein Ortsteil der Stadt Bad Langensalza im Unstrut-Hainich-Kreis in Thüringen.

## Geografie
Eckardtsleben liegt 4,85 km (Luftlinie) südlich von Bad Langensalza (Marktkirche) entfernt und an der Landesstraße 2125 (Bad Langensalza–Aschara). Der Ort liegt zu beiden Seiten eines nach Nordost abfallenden Bachtales. Durch den Ort fließt von West nach Ost der bei Wiegleben entspringende Schwarze Bach, der die Ortslage als Reifenheimer Graben verlässt, um wenig unterhalb der Gräfentonnaer Ortsmühle in die Tonna zu münden. Seit seiner Quelle hat der Bach 8,86 km zurückgelegt und 140 m an Höhe verloren. Das intensiv genutzte flachwellige Gelände gehört zum Ackerbaugebiet des Thüringer Beckens. Die Böden sind fruchtbar und meist grundwasserbeeinflusst. Kleinere Erosionsrinnen lockern meist begrünt die Landschaft auf.
Im Süden der Ortslage liegt der Haltepunkt Eckardtsleben der Bahnstrecke Gotha–Leinefelde.

## Geschichte
Das 246 Einwohner zählende Dorf wurde bereits am 1. Juni 932 urkundlich erstmals erwähnt. Der Ort gehörte zur Unterpflege der Herrschaft Tonna, welche ab 1677 als „Amt Tonna“ zum Herzogtum Sachsen-Gotha-Altenburg gehörte.
Der Ort hat einen dörflichen Charakter ohne vielstöckige Hoch- und Neubauten und ist von der Landwirtschaft geprägt.

## Ortsteilbürgermeister
Der Ortsteilbürgermeister von Eckardtsleben ist Dirk Schmidt.

## Kultur und Sehenswürdigkeiten
Bauwerke
- Die St.-Vitus-Kirche wurde 1404 erbaut